# Згорний Порчич
Згорний Порчич (словен. Zgornji Porčič) — поселення в общині Света Троїца-в-Словенських Горицях, Подравський регіон‎, Словенія.